# Terres vaines et vagues de Bretagne
 (octobre 2017).
Si vous disposez d'ouvrages ou d'articles de référence ou si vous connaissez des sites web de qualité traitant du thème abordé ici, merci de compléter l'article en donnant les références utiles à sa vérifiabilité et en les liant à la section « Notes et références ».
 (octobre 2017).
- Si vous ne connaissez pas le sujet, laissez ce bandeau (vous pouvez alors contacter les auteurs).
- Si vous supprimez le contenu mis en cause (vous pouvez préalablement contacter les auteurs),

argumentez précisément cette suppression dans la page de discussion
(un manque de référence n'est pas un argument ; une recherche réelle de référence doit avoir été effectuée, être formellement documentée).
Les terres vaines et vagues de Bretagne sont des biens fonciers, en général des terres incultes, dont le régime juridique est défini par l'article 10 du décret du 28 août 1792. Situées en Bretagne historique, elles appartiennent, selon les situations, soit aux communes sur lesquelles elles sont situées, soit aux ayants droit des habitants qui les exploitaient sous l'Ancien Régime, soit aux ayants droit des seigneurs qui en étaient propriétaires avant la Révolution Française.
Elles constituent une particularité juridique spécifique à la Bretagne, dont l'origine remonte au Moyen Âge.

## Historique

### L'Ancien Régime
Les terres vaines et vagues ont existé dans la France entière sous l'Ancien Régime, et ce sous diverses appellations : galois, frostages, franchises, communes...
Il s'agissait de terres incultes, notamment de landes en Bretagne, qui étaient affectées à un usage général. En effet, les habitants qui vivaient à proximité de ces terres pouvaient librement en jouir : y envoyer paître leur bétail, y récolter du fourrage ou s'y fournir en mottes de bruyère qui, séchées au soleil, étaient ensuite utilisées comme combustible. Cet usage permit notamment aux paysans les plus pauvres d'entretenir du bétail sans posséder de terres.
Ces terres pouvaient être libres. Elles constituaient alors un franc-alleu, et aucun droit féodal n'était alors dû car elles ne dépendaient d'aucun seigneur.
À l'inverse, elles pouvaient également être intégrées dans un fief, ce qui était le cas dans l'ancienne province de Bretagne. En effet, l'article 328 de la Coutume de Bretagne dispose : "Nul ne peut tenir terre en Bretagne sans seigneur : parce qu'il n'y a aucun franc-alleu en icelui pays". Toutes les terres situées à l'intérieur d'un fief en Bretagne, qu'elles soient cultivées ou non, appartenaient donc au seigneur dudit fief, conformément à la maxime "Nulle terre sans seigneur".
D'après cette même Coutume de Bretagne, la simple possession était considérée comme un acte de tolérance, une jouissance précaire à laquelle le seigneur pouvait mettre un terme selon son bon vouloir.
Cependant, le seigneur pouvait également concéder un droit d'usage à ses vassaux sur ces terres vaines et vagues. Cette concession du "droit de communes" leur offrait donc une relative stabilité et la sécurité nécessaire au bon développement de leur exploitation. Ce droit était le plus souvent accordé à un vassal en particulier, parfois aux habitants d'un village, mais très rarement à la généralité des habitants d'une paroisse.
Le droit de communer n'opérait pas de transfert de propriété, mais se rapprochait d'une servitude qui recouvrait principalement le droit de "conduire les bestiaux au pacage", de "couper des landes et bruyères" et parfois le droit de "couper le bois nécessaire aux vassaux".*
Le droit de communer était souvent concédé à titre onéreux, moyennant une légère redevance annuelle, mais également parfois gratuitement. Dans l'une ou l'autre des hypothèses, la concession de ce droit était irrévocable, le vassal ne pouvant en être arbitrairement dépouillé.
Ce droit était encadré. En effet, chaque vassal ne pouvait envoyer au pâturage que le nombre de bêtes qu'il nourrissait l'hiver, avec les pailles et les foins provenant de ces terres. Les vassaux ne pouvaient donc exiger une plus grande étendue de terre que celle qui leur était nécessaire. Dès lors, lorsque la surface des terres excédait les besoins des vassaux, le seigneur pouvait en prélever le surplus. Un cantonnement avait alors lieu, grâce auquel on assignait aux vassaux une portion de terre suffisante pour couvrir leurs besoins.

### La Révolution Française
Dans la nuit du 4 août 1789, les privilèges et droits seigneuriaux furent abolis par l'Assemblée Constituante, mettant fin à des siècles de féodalité.
Peu après, par un décret en date du 12 novembre 1789, furent créées les communes en lieu et place des anciennes villes, paroisses ou communautés de campagne.
Chaque branche du droit, chaque domaine de la vie quotidienne fut examiné dans les années qui suivirent, afin d'être purgé de toute trace de féodalité.
En 1792, vint le tour des terres vaines et vagues. Par décret du 25 août 1792, l'Assemblée Législative décida que tous les effets qui pouvaient avoir été produits par la maxime "Nule terre sans seigneur" devaient être considérés comme non avenus.
Trois jours plus tard, ladite Assemblée voulut doter les communes nouvellement créées, par le décret du 28 août 1792.
L'article 9 dudit décret dispose que "les terres vaines et vagues ou gastes, landes, biens hermes ou vacans, garrigues, dont les communautés ne pourraient pas justifier avoir été anciennement en possession, sont censés leur appartenir et leur seront adjugés par les tribunaux, si elles forment leur action dans le délai de cinq ans, à moins que les ci-devant seigneurs ne prouvent par titres ou par possession exclusive, continuée paisiblement et sans troubles pendant quarante ans, qu'ils n'en ont la propriété".
Il s'agit là du texte général portant sur les terres vaines et vagues, les attribuant, sous certaines conditions, aux communes. Ces dernières furent donc substituées aux seigneurs.
Cependant la Bretagne fit l'objet de règles dérogatoires. En effet, il fut considéré que les habitants qui avaient précédemment obtenu de leur seigneur le droit de communer, contre le versement d'une rente, avaient acquis un droit de propriété sur le fonds et que ce droit devait être respecté. Ce droit fut consacré par l'article 10 du décret :
"Dans les cinq départements qui composent la ci-devant province de Bretagne, les terres actuellement vaines et vagues, non arrentées, afféagées ou accensées jusqu'à ce jour, connues sous le nom de Communes, Frost, Frostages, Franchises, Galois, etc., appartiendront exclusivement, soit aux communes, soit aux habitants des villages, soit aux ci-devant vassaux qui sont actuellement en possession du droit de communer, motoyer, couper des landes, bois et bruyères, pacager et mener leurs bestiaux dans lesdites terres, situées dans l'enclave ou le voisinage des ci-devant fiefs".
Ces dispositions parurent assez rapidement trop modérées envers les seigneurs, c'est pourquoi, le 10 juin 1793, la Convention rendit un décret sur le partage des biens communaux. Dans la section 4 de son article 1, ledit décret établit que "tous les biens communaux connus dans la république sous les divers noms de terres vaines et vagues (...) sont et appartiennent de leur nature à la généralité des habitants, ou membres des communes, des sections de communes, dans le territoire desquelles ces communaux sont situés et comme telles, lesdites communes ou sections de communes sont fondées et autorisées à les revendiquer, sous les restrictions et modifications portées par les articles suivants".
Ce décret, s'il dérogeait à quelques dispositions de celui du 28 août 1792, n'a néanmoins pas abrogé l'article 10 relatif à la Bretagne.
Le régime juridique spécial des terres vaines et vagues de Bretagne a donc survécu à la tourmente révolutionnaire et a fait l'objet d'une jurisprudence abondante dans la première moitié du XIXe siècle.
En effet, un unique article, relativement succinct, devait déterminer la propriété de plusieurs dizaines de milliers d'hectare de landes. De multiples contentieux apparurent donc, générant de nombreuses décisions de justice, qui permirent de définir peu à peu le régime juridique applicable à ces terres.
Cependant, quand bien même ce sujet se dotait peu à peu de règles bien définies, les partages restaient rares, notamment du fait de la multiplicité des propriétaires et du coût de la procédure.

### L'abrogation des lois de partage
L'article 10 du décret de 1792 mettant en place une législation spécifique à la Bretagne fut pendant des années ignoré des principaux intéressés, à savoir les anciens vassaux.

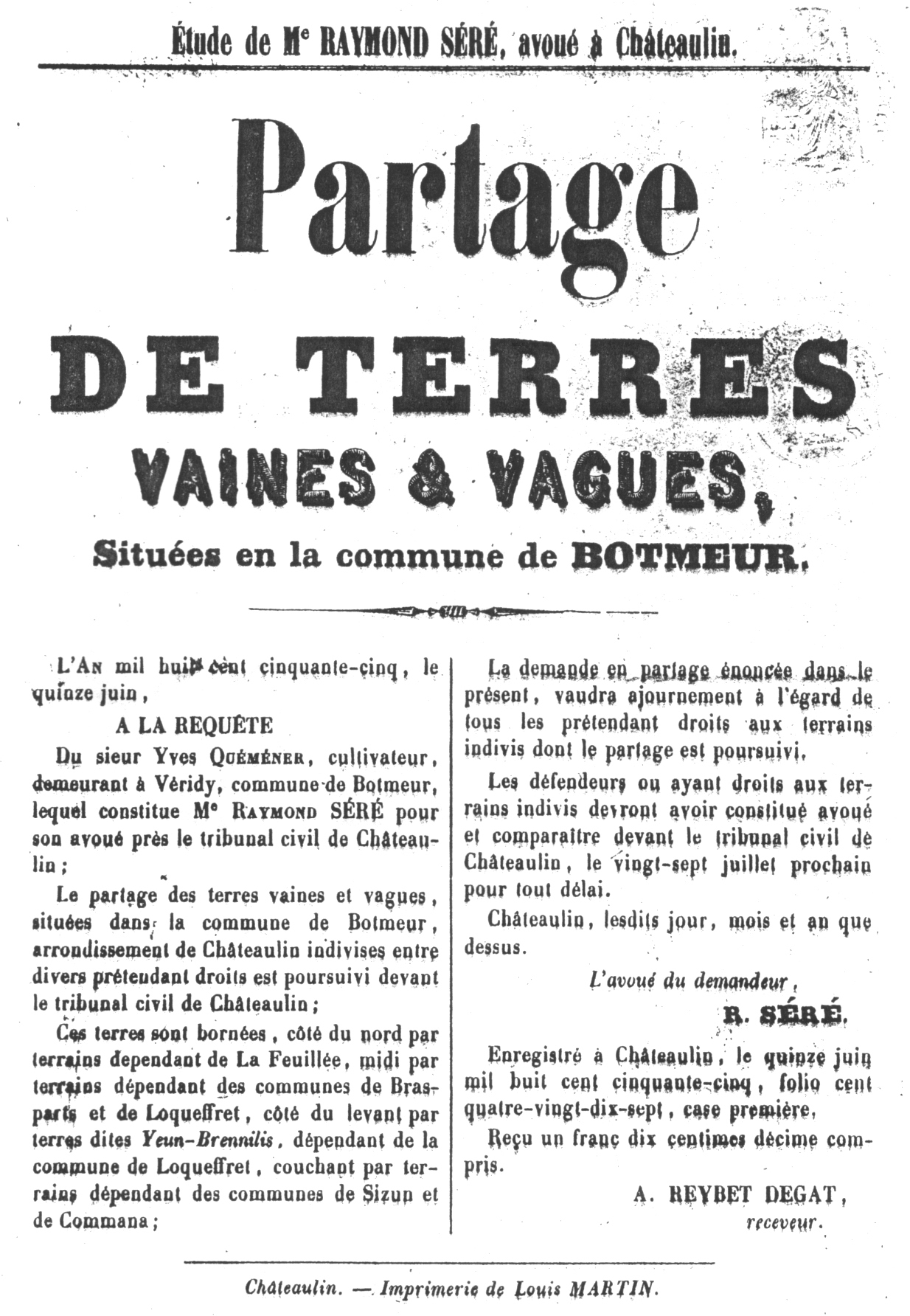
Affiche concernant la mise en vente de terres vaines et vagues en 1853 à Botmeur (Finistère).

Ce n'est que dans les années 1820 qu'il fut utilisé, à la fois par ces derniers, par les anciens seigneurs et par les communes, afin de faire valoir leurs droits respectifs sur ces landes. C'est à cette époque que se développa, par une jurisprudence abondante, le droit applicable aux terres vaines et vagues de Bretagne.
Les contentieux furent nombreux, et le nombre de partage jugé insuffisant. C'est pourquoi, afin d'accélérer les partages de ces terres, et ainsi d'en favoriser la mise en culture, le 6 décembre 1850, fut adoptée une loi ayant pour but de simplifier la procédure et d'en réduire les coûts.
Ces coûts élevés s'expliquaient notamment par le fait qu'il existait souvent, dans de telles actions, un grand nombre de défendeurs, dont les droits ne pouvaient être reconnus que par un partage définitif. L'obligation de les assigner tous entraînait une multiplication des retards et des frais, et augmentait les risques de nullité du partage, en cas de non-respect d'une formalité.
La loi de 1850 instaure une dérogation au droit commun. Désormais, la demande en partage serait notifiée par voies d'affiche et de publications, et contiendrait, outre la désignation des terres du partage, la mention expresse qu'elle valait ajournement à l'égard de tous les prétendants.
Seuls les maires des communes concernées et les préfets se voyaient adresser une copie des actes. Les habitants intéressés étaient avertis par une copie de la demande en partage affichée à la porte de la mairie, et publiée à la fin de la messe paroissiale, les deux dimanches suivants l'apposition de l'affiche.
L'omission des formalités prescrites n'entraînait pas la nullité du partage, mais les juges devaient néanmoins en ordonner l'exécution.
Cette loi de procédure diminua considérablement les frais de justice et fut prorogée de nombreuses fois. Elle fut intégrée, avec quelques modifications, au Code Rural par le décret du 27 septembre 1955, aux articles 58-1 et suivants, puis abrogée par la loi du 11 décembre 1992.

## Les terres concernées
Les terres vaines et vagues de Bretagne sont situées dans la Bretagne historique, à savoir les départements des Côtes d'Armor, du Finistère, d'Ille-et-Vilaine, de Loire-Atlantique et du Morbihan.

### Une terre vaine et vague au jour de la promulgation du décret
Une terre vaine et vague est, en général, une terre inculte et déclose. Le décret de 1792 précise toutefois que seules les terres qui étaient "actuellement", c'est-à-dire au jour de la promulgation dudit décret, vaines et vagues, entrent dans le champ d'application de l'article 10 et par voie de conséquence sont soumises au régime juridique dérogatoire au droit commun.
En conséquence, les terrains qui auraient été enclos, cultivés ou plantés au 28 août 1792 sont restés la propriété des seigneurs. Une propriété conservée par des murs ou des vestiges de murs antérieurs à la promulgation du décret ne saurait donc être soumise au régime juridique des terres vaines et vagues de Bretagne . De même, en 1821, la Cour de Rennes a admis que "le fait d'avoir mis en valeur une terre dès 1780, est une prise de possession suffisante pour incorporer au domaine privée une terre vaine et vague" .
Sur le même principe, sont exclues du champ d'application de l'article 10, les terres sur lesquelles auraient été érigées des constructions, telles qu'un four, un lavoir, ou une fontaine. La chambre des requêtes de la Cour de Cassation énonce clairement, dans un arrêt en date du 28 janvier 1839, qu'un terrain qui "comporte des ouvrages de main d'homme et des constructions affectées à une destination spéciale" ne peut être assimilé à une terre vaine et vague.
À l'inverse, le fait de rendre productives ces terrains postérieurement à la promulgation du décret ne leur a pas fait perdre leur qualification de terres vaines et vagues .

### L'inféodation du droit de communer
Pour entrer dans le champ d'application de l'article 10 du décret de 1792, les terres vaines et vagues devaient faire l'objet d'une inféodation du droit de communer : le seigneur devait donc accorder à un vassal le droit de recueillir les produits spontanés du sol.
Il fallait être propriétaire foncier dans le fief dudit seigneur pour se voir octroyer une inféodation, qui pouvait être gratuite ou onéreuse. Le seigneur avait la possibilité de la modifier, mais ne pouvait l'annuler. En effet, tous les actes de disposition dudit seigneur étaient annulables s'ils allaient à l'encontre du droit de communer, eu égard aux besoins des vassaux inféodés.

### Les exclusions légales
Ne sont concernées par ce régime spécial que les terres qui n'auraient pas été arrentées , afféagées  ou accensées  au 28 août 1792, ce qui permit de respecter les concessions de propriété faites par les seigneurs avant le décret. Les personnes qui avaient acquis de tels terrains par arrentement, afféagement ou accensement en sont donc devenues les propriétaires légitimes au jour de la promulgation du décret, sans remise en cause de leurs droits.

## La propriété des terres vaines et vagues de Bretagne
Le ministère de l'Agriculture a récemment rappelé que ce sont les articles 9 (présomption générale de propriété des communes) et 10 (dispositions particulières à la Bretagne) de la loi du 28 août 1792 qui "constituent encore aujourd'hui le fondement de la propriété indivises des terres vaines et vagues de Bretagne et des actions en revendication de propriété" .
Le principe est donc celui d'une présomption de propriété de la commune, qui ne peut être combattue que par un demandeur présentant un titre valable à un droit personnel comme usager au jour de la promulgation du décret.

### La présomption de propriété de la commune

#### Le principe de l'attribution à la commune

##### Une jurisprudence constante
En 1970,la Cour de Cassation, reprenant une jurisprudence bien établie, rappela que "si l'article 10 de la loi du 28 août 1792 relatif au régime des terres vaines et vagues dans les cinq départements composant l'ancienne province de Bretagne forme un droit spécial qui maintient les possesseurs des afféages dans la propriété desdits biens, nonobstant la disposition portée dans l'article 9 de la même loi en faveur des communes, ces dispositions légales, qui n'ont fait que convertir en droit de propriété un droit qui, jusque-là, ne constituait qu'une simple servitude, ne sont dérogatoires à celles de l'article précédent que dans le cas où le demandeur justifie d'un titre valable à un droit personnel comme usager au jour de la publication de la loi".

##### L'article 10 du décret du 28 août 1792, une dérogation au droit commun
L'article 10 précité n'a pas entraîné le transfert automatique de la propriété des landes aux vassaux, car ce que l'Assemblée Nationale souhaitait alors, c'était que la servitude d'usage du droit de communer octroie à ses bénéficiaires un droit sur le fonds, et donc que ce soit le droit de communer qui fut attributif de la propriété elle-même.
L'article 10 n'ôte donc pas aux communes le bénéfice de l'article 9 dudit décret, car l'article 9 établit une présomption légale, qui a été renforcée par l'article 1 de la section 4 de la loi du 10 juin 1793. L'article relatif aux landes bretonnes n'est donc qu'une exception à cette règle.
Une lecture rapide de l'article 10 pourrait amener à penser que les communes sont également soumises à la condition d'être en possession du droit de communer. En effet, l dispose que " les terres (...) vaines et vagues (...) appartiendront exclusivement, soit aux communes, soit aux habitants des villages, soit aux ci-devant vassaux qui sont actuellement en possession du droit de communer (...) ". En pratique, ce cas ne se présentait pour ainsi dire jamais, les inféodations dans le droit de communer ayant toujours lieu à titre individuel, ut singuli, en Bretagne.
La chambre civile de la Cour de Cassation précise utilement dans un arrêt en date du 16 janvier 1863, qu'il résultait " du texte et de l'esprit de cet article que ces mots "actuellement en possession du droit de communer" ne s'appliquent qu'aux ci-devant vassaux; quant aux communes substituées aux anciens seigneurs, elles sont sans condition et de plein droit déclarées propriétaires des terres dont s'agit ".
Il faut donc plutôt considérer cette mention, non comme une condition posée à la commune pour se voir attribuer la propriété des landes, mais plutôt comme un rappel de l'article 9, et de la présomption de propriété qu'il établit.
La présomption de propriété dispense donc les communes de fournir une preuve de leur propriété, car leur titre est dans la loi. En revanche, le particulier qui veut remettre en cause cette présomption doit apporter la preuve qu'il remplit les conditions de l'article 10, à savoir la nécessité d'être inféodé du droit de communer.
L'ayant-cause actuel des vassaux du XVIIIème siècle doit donc être débouté de ses prétentions sur ces terres, s'il ne produit aucun document propre à déterminer quelle était, au jour de la promulgation du décret, la mesure du droit de communer, et quelle est, en conséquence, la portion de l'immeuble dont il doit être déclaré propriétaire.

##### Le délai de revendication par la commune
L’article 9 du décret du 28 août 1792 dispose que les terres vaines et vagues seront attribuées aux communes si elles forment leur action dans un délai de 5 ans à compter de la publication dudit décret.
Ce décret fut peu après jugé trop complaisant envers les anciens seigneurs par le législateur, qui adopta un an plus tard un nouveau décret, en date du 10 juin 1793, aux termes duquel « tous les biens communaux connus dans la république (…) sont et appartiennent de leur nature à la généralité des habitants. »
Pour le conseiller d’État MERLIN, une commune qui aurait laissé passer le délai de revendication de cinq ans ne serait plus aujourd’hui recevable à réclamer ces terres. Il avance comme argument le fait que le décret de 1793 n'ayant pas expressément dérogé à cette condition de délai, le législateur a souhaité la maintenir.
Son analyse ne fut pas suivie par la jurisprudence. Ainsi la Cour de Rennes, dans un arrêt en date du 9 juillet 1828, considéra que « l'article 9 de la loi du 28 août 1792 qui prononçait une déchéance contre les communes réclamant des droits à une terre vaine et vague, est inapplicable aux communes des départements bretons », et rejeta sur cet argument l'exception de forclusion.
La Cour de Cassation étendit cette solution à l'ensemble des communes de France sur une analyse juridique différente en énonçant dans un arrêt en date du 10 août 1846 que « l’article 9 de la loi du 28 août 1792 établit au profit des communes une présomption de propriété sur les terres vaines et vagues, et que cette présomption a été convertie en une attribution directe et définitive par l’article 1er de la section 4 de la loi de 1793. ».
Si ces jurisprudences ne vont pas à l'encontre de la législation spécifique à la Bretagne, elles renforcent les droits des communes issus de l'article 9 du décret de 1792, en supprimant toute condition de délai de revendication pour ces communes.

#### Le droit au cantonnement de la commune
Le principe posé par le décret de 1792 est donc simple : les terres vaines et vagues de Bretagne appartiennent aux communes, sauf si les ayants cause des vassaux justifient de la possession du droit de communer.
S'ils démontrent ce droit, un partage peut s'opérer entre eux, chacun recevant une quote-part correspondant à ces besoins.
La question se pose alors de savoir si les communes peuvent intervenir au partage s'opérant entre ces ayants cause, afin de se faire attribuer le reliquat des landes restant après la satisfaction des besoins des ayants droit au partage.
En d'autres termes, la question est de savoir si les communes peuvent exercer le droit au cantonnement qui était, sous l'Ancien Régime, une prérogative seigneuriale.

##### L'étendue du droit de propriété des vassaux
La loi reste muette sur l'étendue du droit de propriété des vassaux sur les landes. Sa détermination est donc jurisprudentielle.
Dans un arrêt en date du 28 avril 1840, la Chambre des Requêtes de la Cour de Cassation a proclamé que le droit des anciens vassaux était en propriété ce qu'il était en servitude avant la loi de 1792. Cette position est reprise par une jurisprudence plus récente, la 3ème chambre Civile soutenant dans l'arrêt en date du 17 avril 1970 précité que le demandeur n'est autorisé « à réclamer que la portion des terres vaines et vagues à laquelle correspond son titre. »

###### L'étendue du droit de communer soumise aux besoins du vassal
La chambre des requêtes de la Cour de Cassation rappelle dans l'arrêt de 1840 précité que « sous l'ancienne législation coutumière de Bretagne, le droit de communer accordé aux vassaux était toujours exercé par eux dans la mesure de leurs besoins et eu égard aux nombres de bestiaux qu'ils possédaient. »
Néanmoins, le calcul précis de la proportion de chacun dans la jouissance des landes reste flou.
Poullain-Duparc dit à ce sujet : « Notre coutume n’a point établi de règle pour fixer les droits de chaque communant. L’article 193 de la coutume du Poitou, l’article 150 de la coutume d’Orléans, et l’article 11 du titre 28 de la coutume d’Auvergne prescrivent sur cela des règles fort sages et se réduisant à la maxime qu’on ne peut envoyer aux communs que le nombre de bêtes qui peuvent être nourries pendant l’hiver sur les foins et pailles provenant de la terre, ou, ce qui est la même chose, qu’on ne peut mettre dans les communs que les bêtes convenables et profitables, autant qu’il en est besoin pour la culture de la terre, selon la qualité et la quantité des terres ».
La mesure du droit de communer serait donc liée aux besoins de la culture, et ces besoins seraient fonction de l'étendue des terres de chaque exploitant, et du nombre de bêtes nécessaires à leur exploitation.

###### L'étendue du droit de propriété limitée à l'étendue du droit de communer
Le législateur de 1792 n'a eu pour but que de maintenir les droits préexistants. Il a certes transformé en droit de propriété une servitude, mais il n'a voulu par là que conforter les droits des vassaux, et non les étendre.
Or, la servitude était limitée aux besoins de la production agricole de chaque vassal. Le droit de propriété issu de cette servitude est donc soumis aux mêmes limites, et la règle qui permettait de déterminer l'étendue de la jouissance doit donc servir aujourd'hui à déterminer l'étendue de la propriété.

##### La reconnaissance du droit au cantonnement par les communes
La question de savoir si les communes pouvaient bénéficier du quod supererit après la satisfaction des besoins des vassaux fut longuement débattue et fit l'objet de maintes décisions de justice avant d'être tranchée définitivement par la Cour de Cassation.
Afin de repousser l’action en cantonnement, de nombreux arguments furent avancés.
En premier lieu, on énonçait que l’article 10 de la loi de 1792 avait établi une liste exhaustive des catégories de personnes auxquelles elle avait conféré la propriété des terres vaines et vagues, et que les communes, qui n’avaient pas la possession du droit de communer, n’avaient pas qualité pour intervenir dans le partage ses terres.
Il était également avancé que l'article 10 de la loi de 1792 n’avait reconnu que la possession fondée sur des titres, et que seuls ces titres pouvaient faire reconnaître le droit de propriété aux terres vaines et vagues de Bretagne. En conséquence, si un requérant à cette propriété, ayant titre et possession se présentait, la commune ne pouvait exercer aucun droit de partage ou de réduction.
Le dernier argument portait sur l'abolition de la féodalité. En effet, si les seigneurs pouvaient par l’exercice de leur pouvoir cantonner les vassaux inféodés du droit de communer, ce droit féodal avait été anéanti par la chute de l'Ancien Régime, et n'avait donc pas pu être transmis aux communes.
Ces arguments furent rejetés à de multiples reprises par la Cour d'Appel de Rennes, puis par la Cour de Cassation.
Pour ce faire, les juges se basèrent sur le principe développé plus haut, selon lequel le droit en propriété des anciens vassaux correspondaient à ce qu'il était en jouissance avant la loi de 1792. Or, sous l'Ancien Régime, il était de tradition que la mesure de la jouissance des vassaux ne pouvaient s'accroître sans autorisation du seigneur. Ainsi par exemple, l'extinction du droit d'un inféodé profitait non pas aux autres inféodés, mais au seigneur.
Certes, après la Révolution, les prérogatives féodales disparurent, mais l'esprit doit en être conservé pour comprendre la législation des terres vaines et vagues. En effet, l'Assemblée Nationale entreprit de substituer aux anciens seigneurs les communes nouvellement créées afin de les doter. Elle souhaita donc qu'elles fussent, comme la puissance seigneuriale, autorisées à pratiquer le cantonnement, afin de leur faire profiter des terres vaines et vagues qui excéderaient les besoins des anciens vassaux.
On  peut donc en conclure que la loi de 1792 n'eut pas pour but d'accorder un droit d'accroissement aux vassaux et à leurs ayants cause car ce droit aurait été contraire à l'esprit même de ladite loi. Si telle avait été la volonté du législateur, il n'aurait pas manqué de s'en expliquer.

### La revendication de la propriété par des particuliers
Il nous faut ici distinguer deux situations : celle où le demandeur se prévaut des dispositions propres aux anciens seigneurs, et celle où il se présente comme ayants cause des vassaux inféodés du droit de communer.

#### Les ayants cause des seigneurs
Si la question de la propriété des terres vaines et vagues s’élevait entre la commune et un ayant cause des anciens seigneurs, la cause serait régie par les principes généraux édictés par l’article 9 de la loi de 1792, l’ayant cause devant alors prouver la propriété du seigneur par des titres, ou par une possession exclusive, continuée paisiblement et sans troubles pendant 40 ans antérieurement à 1792.
S'il souhaite s'appuyer sur des titres afin de justifier sa propriété, ces derniers ne devront pas être entachés de féodalité.
Imaginons désormais que nous nous trouvions dans la situation où les ayants cause des seigneurs et les ayants cause des anciens vassaux puissent tous deux prouver leur propriété au regard de la loi de 1792.
Il va sans dire que le droit de propriété des vassaux sera reconnue, mais quid de celui du seigneur ? Faut-il admettre une concurrence entre ces deux droits de propriété ?
Comme nous l'avons abordé précédemment, sous l'Ancien Régime, lorsque la surface de terres vaines et vagues excédait les besoins des vassaux, le seigneur pouvait en distraire le surplus. Il réalisait alors un cantonnement, par lequel on assignait aux vassaux une portion de terre suffisante pour subvenir aux besoins de leur exploitation.
Toutefois, ce cantonnement ne peut plus être mis en œuvre aujourd'hui.  Rappelons toutefois qu'une solution contraire a été retenue par la jurisprudence au profit des communes, substituées par la loi de 1793 aux anciens seigneurs. Le quod superit pourra alors être attribué à la commune.

#### Les ayants cause des vassaux

##### La preuve, un titre assorti d'une possession
Les particuliers requérant la propriété des terres doivent prouver que les anciens vassaux dont ils sont les ayants cause étaient « en possession du droit de communer ».
D'après la Coutume de Bretagne, la simple possession était considérée comme un acte de tolérance, une jouissance précaire à laquelle le seigneur pouvait mettre un terme selon son bon vouloir. La preuve de l'inféodation du droit de communer ne pouvait donc résulter que d'un titre, et non d'une simple possession.
La Cour de Rennes, dans un arrêt en date du 2 août 1826, se référa à ce principe de l'ancien droit breton, « considérant qu’il était de maxime certaine, en Bretagne, que le droit de communer dans les terrains vagues et déclos ne pouvait résulter que d’un titre de concession des seigneurs, ou d’aveux et autres titres, équivalents à cette possession primitive, et qu’une simple possession de pacage était incapable d’y suppléer ».
Si différents titres peuvent être invoqués, ce sont le plus souvent des aveux d’époques diverses, rendus par le vassal au seigneur, et dans lesquels étaient rappelés ce droit, qui apportent la preuve de l’inféodation au droit de communer : on aurait pu penser pourtant que beaucoup de ces aveux avaient disparu au cours de la Révolution, soit du fait des vassaux voulant supprimer leurs obligations à l’égard du seigneur, soit du fait du décret du 17 juillet 1793 qui exigeait la destruction de tous les actes féodaux (à l’exception des rentes ou prestations purement foncières), pourtant on vit ressurgir un grand nombre d’aveux remontant pour la plupart au XVIIe et XVIIIe siècles.
La Cour de Rennes se montra plutôt libérale dans la réception de ces titres comme moyen de preuve, admettant des actes qui n‘étaient pas toujours réguliers : ainsi elle retient un aveu de 1713 malgré l’omission de la signature du greffier qui, dit-elle, ne suffit pas à rendre suspecte cette réception.
La jurisprudence a donc admis qu’on puisse invoquer toutes sortes de preuves, afin de suppléer à la production d’anciens titres réguliers.
Ainsi, elle a admis que l'usement de fief pouvait être retenu en qualité de titre.
L'usement de fief consistait, lorsqu'une partie importante des vassaux d'une seigneurie présentait des aveux personnels leur conférant un droit, à supposer que ce droit existait au profit des autres vassaux, même s'ils ne pouvaient le prouver par titre. Aujourd'hui, on peut donc supposer que si une partie des voisins était en mesure de prouver, par un titre, l'inféodation du droit de communer de leurs ayants cause, les autres voisins pourraient également se prévaloir de ce titre.
L‘exigence de nécessité d’un titre a été maintenue par la Cour de Cassation au XXe siècle, et aujourd’hui encore la présomption de propriété des communes ne peut être combattue que si le demandeur justifie d’un titre personnel comme usager au jour de la publication de la loi, c'est-à-dire un titre accordant le droit de communer aux précédents propriétaires avant le 28 août 1792 !

##### La transmission du droit
Si l’appréciation de la validité des titres a été la cause de difficultés nombreuses, une autre s’y est jointe, survenant lors de la vente des propriétés auxquelles le droit de communer était attaché : la cession du droit aux terres vaines et vagues.
De 1792 à 1820, aucune mention du droit aux landes ne figure dans les actes de vente des biens ruraux. En effet, comme nous l'avons expliqué précédemment, la transformation de l'inféodation du droit de communer en droit de propriété était passée presque inaperçue. Certes l'ancien vassal avait retenu qu'il n'avait plus de rente à payer, ni d'aveux à rendre au seigneur afin d'utiliser les vagues, mais il n'apparaissait pas clairement dans son esprit qu'il possédait en propriété, depuis la loi de 1792, une terre sur laquelle il exerçait auparavant une servitude réelle, et qu'il aurait pu céder indépendamment de la terre servant de support à son exploitation principale.
Dès lors, faut-il considérer que les terres vaines et vagues, si elles n'étaient pas mentionnées dans la vente de la terre principale, ne doivent pas être comprises comme étant cédées ?
La jurisprudence, en s'appuyant sur l'ancien article 1156 du Code Civil, (aujourd'hui, article 1188) énonçant que dans une convention, il faut rechercher la commune intention des parties, a établi une distinction.
- S'il y a vente d'une seule parcelle de terre, cette cession n'entraîne pas cession des terres vaines et vagues sauf clause contraire.
- S'il y a vente de toute une exploitation, il faut consulter tout d’abord les termes du contrat, car si la volonté de la transmission du droit y est exprimée, soit explicitement, soit même indirectement, la cession du droit aux vagues ne peut être contestée.

Mais si le contrat est entièrement muet, que devrait-on décider ?
La Cour de Rennes, dans un arrêt en date du 14 novembre 1840 décidait que « le droit aux landes reste, dans l'opinion commune et jusqu'au partage, considéré comme un accessoire de ces terres ». La jurisprudence considère donc que la commune intention des parties, en l'absence d'indications spéciales dans l'acte, est de comprendre le droit aux vagues dans l'acte de vente des terres principales.
Le vendeur peut donc conserver son droit aux terres vaines et vagues par une mention expresse dans l'acte de vente.
Cette analyse, dégagée pour les actes de vente, doit bien entendu être étendue à d'autres mutations, telles que les échanges, les partages ou les successions, pour lesquelles, sauf clause contraire, les terres vaines et vagues dont la propriété est reconnue, sont considérées comme un accessoire des terres principales servant de support à l'exploitation.
La notion de propriété des terres vaines et vagues est donc complètement détachée de celle d'habitation du village.
Un habitant du village peut se prévaloir de cette propriété s'il prouve, en remontant le fil des diverses mutations opérées depuis deux siècles, que le vassal dont il est l'ayant cause était en possession du droit de communer, en vertu d'un titre. Toutefois, un exploitant agricole possédant les terres qui servaient d'assises au droit de communer de ce même vassal, et pouvant également rapporter la preuve du titre demandé, pourrait légitimement, suivant la jurisprudence précitée, avancer que le droit aux vagues a été cédé en même temps que les terres agricoles.

##### La prescription
La question s'est souvent posée de savoir si les particuliers, ne pouvant se prévaloir de titre, pouvaient invoquer la prescription afin de faire reconnaître contre la commune, leur droit de propriété sur les terres vagues.
La jurisprudence a été, sur ce point, très influencée par l'article 393 de la Coutume de Bretagne, selon lequel une possession est toujours précaire sans titre la confortant, et a donc très rarement admis la prescription.
Elle considère en effet que la possession des vassaux dépourvus de titre qui était précaire sous l'ancien droit, demeure précaire, pour eux et leurs ayants cause.
Aujourd'hui, ce n'est pas seulement la Coutume de Bretagne qui ferait obstacle à cette prescription, mais un article du Code Civil, l'article 2261.
Aux termes de celui-ci, « pour pouvoir prescrire, il faut une possession continue et non interrompue, paisible, publique, non équivoque, et à titre de propriétaire. »
La difficulté résulte de cette exigence d'une possession non équivoque, et à titre de propriétaire. En effet, la commune est présumée être propriétaire des terres vaines et vagues. Dès lors, comment un demandeur pourrait-il prouver qu'il jouit de ces terres, non en tant qu'habitant de ladite commune, mais en tant que propriétaire ?
Les conditions d'une possession pouvant mener à la prescription sont donc très difficiles à prouver, les juges considérant le plus souvent que les actes invoqués par les demandeurs afin de prouver leur possession à titre de propriétaire, ne constituaient que des actes de tolérance de la commune, et étaient donc équivoques.
Un arrêt de la Cour de Rennes en date du 25 novembre 1865 résume la position de la jurisprudence : « les anciens vassaux doivent prouver par titre (…) ; la simple jouissance ne suffit pas (…), car la loi de 1792 n'a modifié en rien la position des anciens vassaux non pourvus de titres ; s'ils ont continué à jouir de ces terres décloses, ils n'ont pu le faire qu'ut universi, pour la commune, de la même façon qu'ils le faisaient pour le seigneur. »